# Onex Corporation
A Onex Corporation é uma administradora de investimentos fundada em 1984. A empresa administra capital em nome dos acionistas da Onex, investidores institucionais e clientes de alto patrimônio líquido em todo o mundo. Em 30 de junho de 2019, a Onex possuía aproximadamente US$ 39 bilhões em ativos sob gestão. Investe e gerencia capital através de quatro plataformas: Onex Partners (fundos de private equity focados em maiores oportunidades de mercado na América do Norte e Europa); ONCAP (fundos de private equity focados em oportunidades menores e de mercado intermediário na América do Norte); Crédito Onex (investe em dívida sem grau de investimento através de várias estratégias); e Gluskin Sheff (um gerente de patrimônio com estratégias de patrimônio público e crédito público). A Onex e suas equipes de gerenciamento são coletivamente os maiores investidores nas plataformas de investimento da Onex.

## História
O fundador Gerry Schwartz já havia trabalhado no Bear Stearns em Nova Iorque durante a década de 1970, sob o investidor Jerome Kohlberg Jr., que mais tarde se tornou sócio fundador da Kohlberg Kravis Roberts. Schwartz retornou ao Canadá, onde começou a trabalhar com Izzy Asper.
Schwartz fundou a Onex em 1984 e tornou pública a empresa em 1987. A empresa se concentrou em investir em private equity na América do Norte usando capital de seu balanço nos primeiros 16 anos de sua história. Em 2000, começou a levantar veículos de investimento com capital de terceiros com o lançamento do ONCAP, que foca em oportunidades menores e médias do mercado. Em 2003, o primeiro fundo Onex Partners foi levantado. Hoje, a maioria dos investimentos em private equity da Onex é feita através dessas duas plataformas.
Em 2007, a Onex investiu em um gerente de crédito, que mais tarde se tornou Onex Credit. A plataforma oferece várias estratégias, sendo as maiores Obrigações de Empréstimos Garantidos.
Em 2019, a Onex adquiriu a Gluskin Sheff + Associates, um gerente de patrimônio com sede em Toronto com estratégias de patrimônio público e crédito público.
Desde a sua fundação, a empresa gerou um múltiplo bruto de capital investido de 2,6x e uma taxa interna de retorno bruta de 27% em seus investimentos realizados em private equity (em 30 de junho de 2019).

## Investimentos em Private Equity
Os investimentos em private equity da empresa são feitos em uma ampla variedade de indústrias, incluindo consumidor e varejo, serviços financeiros, assistência médica, indústrias, serviços e tecnologia, mídia e telecomunicações. A empresa prefere ter controle majoritário sobre suas subsidiárias e se concentra em três estratégias principais de investimento: redução de custos e reestruturações operacionais; plataformas para aquisições de complementos; e desmembramentos de corporações multinacionais.
Outras empresas que a Onex possui ou possui participação incluem Celestica, Cineplex Entertainment, Spirit AeroSystems, Sitel, American Medical Response, Hawker Beechcraft, EmCare, JELD-WEN, Carestream Health, Husky Injection Molding Systems, Allison Transmission, Canadian Securities Institute, Cici's, Sky Chefs, BBAM, Emerald Expositions, Tomkins, SIG Combibloc Group, Clarivate Analytics, Save-A-Lot, SMG e muitos outros.
Mais recentemente, a Onex anunciou que havia alcançado um acordo para adquirir a WestJet. O acordo requer aprovações reguladoras e de acionistas (em julho) e deve fechar mais tarde em 2019 ou no início de 2020.

## Escritório
A Onex está sediada no 49.º andar da Brookfield Place, em Toronto, com filiais em Nova Iorque, Nova Jérsia e Londres.